# Vitale Nocerino
Vitale Nocerino (San Giorgio a Cremano, 2 gennaio 1962 – Firenze, 7 maggio 2002) è stato un giocatore di biliardo italiano, specialità Cinque birilli.
Figlio d'arte, il padre Giorgio viveva a Firenze dove insegnava biliardo, Nocerino fu soprannominato Terminator per la determinazione con la quale sapeva chiudere il colpo con potenza e precisione pur dimostrando grande abilità quando doveva giocare di fino.
Il suo palmarès, nonostante le moltissime gare vinte ai massimi livelli, non rispecchia pienamente il suo valore e le doti umane che ne hanno fatto uno dei protagonisti della specialità.
È deceduto all'età di 40 anni a causa di una leucemia.

## Palmarès
- 2º posto al Campionato Italiano individuale Cat. 1 del 1983
- 2º posto Campionato Europeo 5 birilli individuale del 1990
- 1° posto 1^PROVA MONDIALE PRO BILIARDO 1992 MILANOFIORI
- 2º posto World Cup 1997